# Ballhausen
Ballhausen è un comune di 819 abitanti della Turingia, in Germania.
Appartiene al circondario (Landkreis) dell'Unstrut-Hainich-Kreis (targa UH) ed è parte della comunità amministrativa (Verwaltungsgemeinschaft) di Bad Tennstedt.